# Alfonso Pedraza
Alfonso Pedraza (San Sebastián de los Ballesteros, Córdoba, España, 9 de abril de 1996) es un futbolista español. Juega de defensa y su equipo es el Villarreal C. F. de la Primera División de España.

## Trayectoria
Antes de llegar a un equipo de élite como es el Villarreal estuvo jugando durante toda su infancia en una de las mejores canteras cordobesas como es el Séneca CF.
Pedraza con 15 años se unió al juvenil del Villarreal Club de Fútbol en 2011.
En 2015 fue ascendido al Villarreal Club de Fútbol "C".
El 11 de enero de 2015 Pedraza hizo su debut con el Villarreal Club de Fútbol "B", saliendo desde el banquillo en el segundo tiempo, el partido terminó 2-2 l ante el Club de Futbol Reus Deportiu  por el campeonato de Segunda División B de España.
Anotó su primer gol el 1 de marzo contra el Club Deportivo Atlético Baleares.
El 5 de abril, después de ser ya un habitual con el Villarreal Club de Fútbol "B" y de ser convocado con la selección sub-21, el entrenador del Villarreal Club de Fútbol Marcelino García Toral lo convoca con el primer equipo. 
Hizo su debut profesional en la Primera División de España sustituyendo a Jonathan dos Santos en el minuto 72 con un empate a 0 ante el Valencia Club de Fútbol, siendo el jugador con el dorsal más elevado de la historia de la Liga española al saltar al campo con el 61 a la espalda (el anterior récord lo había ostentado Jorge Molino con el 59 del Atlético de Madrid cinco temporadas antes).
Es el primer futbolista cordobés que gana la Liga Europa de la UEFA el 26 de mayo de 2021 en el estadio Arena Gdansk.

## Selección nacional
El 12 de octubre de 2023 fue convocado por primera vez con la selección de España para disputar un partido de clasificación para la Eurocopa 2024 ante Noruega. Hizo su debut tres días después en dicho encuentro en el que España ganó por cero a uno.

## Estadísticas

### Clubes
Actualizado al último partido disputado el 25 de mayo de 2025.
| Club | Div.          | Temporada     | Liga  | Liga  | Copas nacionales(1) | Copas nacionales(1) | Copas internacionales(2) | Copas internacionales(2) | Total | Total |
| Club | Div.          | Temporada     | Part. | Goles | Part.               | Goles               | Part.                    | Goles                    | Part. | Goles |
| --- | ------------- | ------------- | ----- | ----- | ------------------- | ------------------- | ------------------------ | ------------------------ | ----- | ----- |
| Villarreal C. F. "B" · España | 2.ª B         | 2014-15       | 13    | 1     | —                   | —                   | —                        | —                        | 13    | 1     |
| Villarreal C. F. "B" · España | 2.ª B         | 2015-16       | 30    | 6     | —                   | —                   | —                        | —                        | 30    | 6     |
| Villarreal C. F. "B" · España | Total club    | Total club    | 43    | 7     | 0                   | 0                   | 0                        | 0                        | 43    | 7     |
| Villarreal C. F. · España | 1.ª           | 2014-15       | 2     | 0     | 0                   | 0                   | 0                        | 0                        | 2     | 0     |
| Villarreal C. F. · España | 1.ª           | 2015-16       | 2     | 0     | 0                   | 0                   | 1                        | 0                        | 3     | 0     |
| C. D. Lugo · España | 2.ª           | 2016-17       | 23    | 6     | 0                   | 0                   | —                        | —                        | 23    | 6     |
| C. D. Lugo · España | Total club    | Total club    | 23    | 6     | 0                   | 0                   | 0                        | 0                        | 23    | 6     |
| Leeds United F. C. Inglaterra | 2.ª           | 2016-17       | 14    | 1     | —                   | —                   | —                        | —                        | 14    | 1     |
| Leeds United F. C. Inglaterra | Total club    | Total club    | 14    | 1     | 0                   | 0                   | 0                        | 0                        | 14    | 1     |
| Deportivo Alavés · España | 1.ª           | 2017-18       | 33    | 3     | 4                   | 1                   | —                        | —                        | 37    | 4     |
| Deportivo Alavés · España | Total club    | Total club    | 33    | 3     | 4                   | 1                   | 0                        | 0                        | 37    | 4     |
| Villarreal C. F. · España | 1.ª           | 2018-19       | 34    | 3     | 3                   | 0                   | 8                        | 1                        | 45    | 4     |
| Real Betis Balompié · España | 1.ª           | 2019-20       | 21    | 1     | 0                   | 0                   | —                        | —                        | 21    | 1     |
| Real Betis Balompié · España | Total club    | Total club    | 21    | 1     | 0                   | 0                   | 0                        | 0                        | 21    | 1     |
| Villarreal C. F. · España | 1.ª           | 2020-21       | 29    | 1     | 3                   | 1                   | 12                       | 0                        | 44    | 2     |
| Villarreal C. F. · España | 1.ª           | 2021-22       | 28    | 4     | 2                   | 0                   | 11                       | 0                        | 41    | 4     |
| Villarreal C. F. · España | 1.ª           | 2022-23       | 26    | 0     | 1                   | 0                   | 2                        | 1                        | 29    | 1     |
| Villarreal C. F. · España | 1.ª           | 2023-24       | 19    | 1     | 1                   | 0                   | 4                        | 0                        | 24    | 1     |
| Villarreal C. F. · España | 1.ª           | 2024-25       | 12    | 0     | 0                   | 0                   | —                        | —                        | 12    | 0     |
| Villarreal C. F. · España | Total club    | Total club    | 152   | 9     | 10                  | 1                   | 38                       | 2                        | 200   | 12    |
| Total carrera | Total carrera | Total carrera | 286   | 27    | 14                  | 2                   | 38                       | 2                        | 338   | 31    |
| (1) Incluye datos de la Copa del Rey. (2) Incluye datos de la Liga de Campeones de la UEFA, Liga Europa de la UEFA, Liga Europa Conferencia de la UEFA y Supercopa de Europa. |               |               |       |       |                     |                     |                          |                          |       |       |

### Selección
| Selección                 | Año | Amistosos | Amistosos | Eliminatorias(1) | Eliminatorias(1) | Europeos(2) | Europeos(2) | Mundiales(3) | Mundiales(3) | Total | Total | Media goleadora |
| Selección                 | Año | Part.     | Goles     | Part.            | Goles            | Part.       | Goles       | Part.        | Goles        | Part. | Goles | Media goleadora |
| ------------------------- | --- | --------- | --------- | ---------------- | ---------------- | ----------- | ----------- | ------------ | ------------ | ----- | ----- | --------------- |
| Selección sub-19 · España |     |           |           |                  |                  |             |             |              |              |       |       |                 |
| 2015                      | -   | -         | -         | -                | 7                | 3           | -           | -            | 7            | 3     | -     |                 |
| Total                     | -   | -         | -         | -                | 7                | 3           | -           | -            | 7            | 3     | -     |                 |
| Selección sub-21 · España |     |           |           |                  |                  |             |             |              |              |       |       |                 |
| 2017                      | 1   | 0         | 1         | 0                | -                | -           | -           | -            | 2            | 0     | -     |                 |
| Total                     | 1   | 0         | 1         | 0                | -                | -           | -           | -            | 2            | 0     | -     |                 |

## Palmarés

### Títulos internacionales
| Título                 | Club (*)         | Sede   | Año  |
| ---------------------- | ---------------- | ------ | ---- |
| Europeo Sub-19         | España           | Grecia | 2015 |
| Eurocopa Sub-21        | España           | Italia | 2019 |
| Liga Europa de la UEFA | Villarreal C. F. | Gdansk | 2021 |

(*) Incluyendo la selección.